# Ашоцкое плато
Расположено в самой крайней северо-западной части республики Армении (Ширакская область), на границе с Грузией и Турцией.
Рельеф Ашоцкого плато, названного так в честь древнего армянского княжества Ашоцк, владевшего этими землями, холмистый, с речками и озёрами, самым большим из которых, является озеро Арпи, вокруг которого расположился одноимённый национальный парк Армении.
Западнее селa Ашоцка высажены ёлки, которые в настоящее время переросли в небольшой лес.

## Климат
Климат континентальный (длительная холодная зима, умеренно жаркое лето), сухой. Зимой бывают сильные морозы — до −41 градуса по Цельсию. В 60-х годах был поставлен рекорд холода на Кавказе(-46). Летом сравнительно жарко: до +36. В течение года выпадает немного осадков (в среднем 550 мм).
Почвенный покров в основном состоит из плодородных земель — горного и лугового чернозёма.

## Флоpa
Альпийский пояс — географический и горный пояс, расположенный выше субальпийского пояса и ниже нивального пояса (пояса вечных снегов). Также биом этого пояса. Для альпийского пояса характерно почти полное отсутствие деревьев и кустарников. Травянистые сообщества сложены низкорослыми многолетниками, в том числе вечнозелёными. Нередко встречаются растения в форме подушек и розеток.

## Фауна
Фауна местности весьма разнообразна. Пристуствуют ящерицы, кролики, ёжики, волки, лисы.